# Čeminy
Čeminy är en ort i Tjeckien.   Den ligger i regionen Plzeň, i den västra delen av landet, 90 km väster om huvudstaden Prag. Čeminy ligger 352 meter över havet och antalet invånare är 234.
Terrängen runt Čeminy är huvudsakligen lite kuperad. Čeminy ligger nere i en dal. Runt Čeminy är det mycket tätbefolkat, med 1 266 invånare per kvadratkilometer. Närmaste större samhälle är Plzeň, 10,7 km sydost om Čeminy. Trakten runt Čeminy består till största delen av jordbruksmark.